# Parque Yoyogi
O Parque Yoyogi (代々木公園, Yoyogi kōen) é um parque em Shibuya, Tóquio, Japão, localizado próximo à estação Harajuku e ao Santuário Meiji.

## História

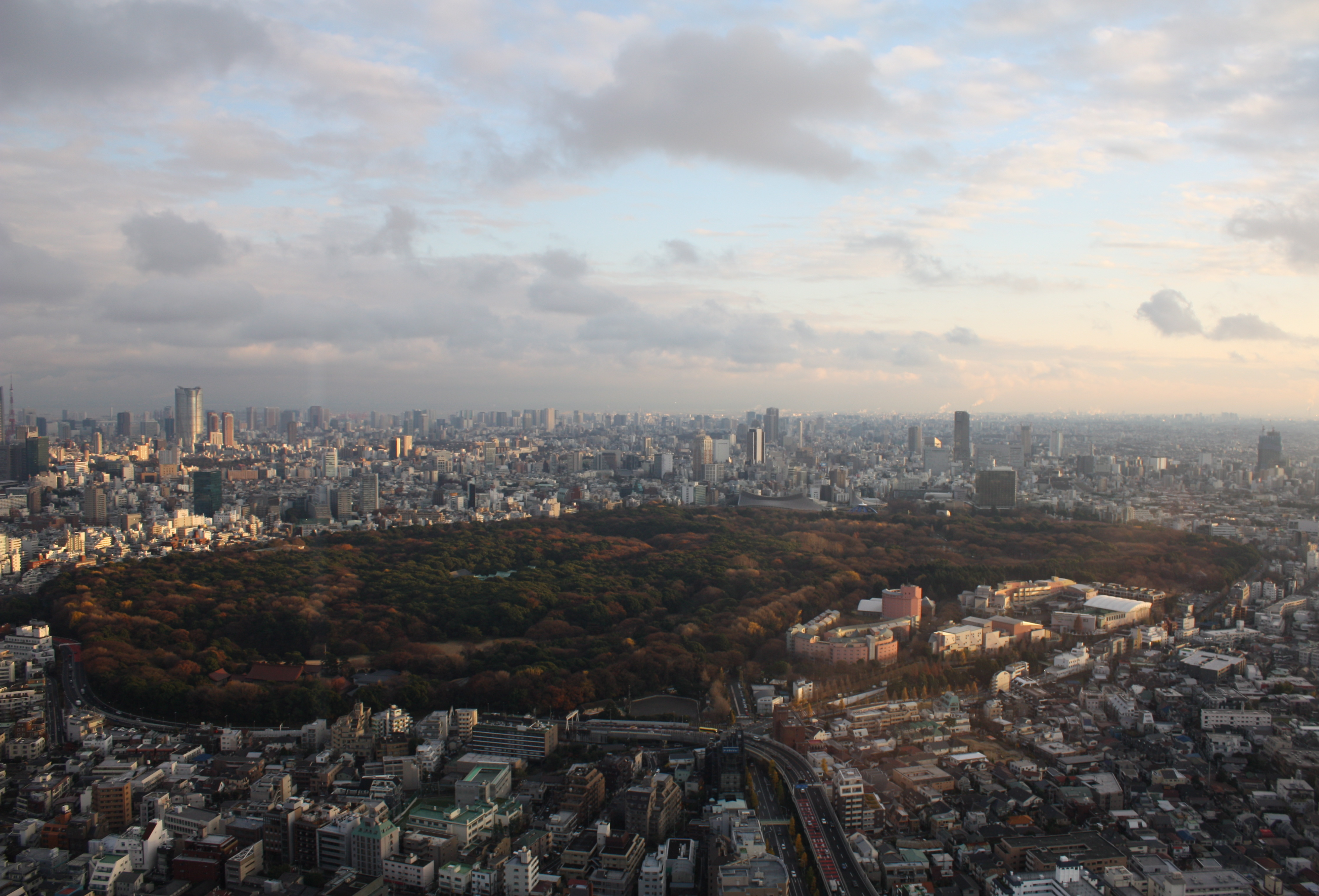
O Parque Yoyogi e o Santuário Meiji vistos de cima

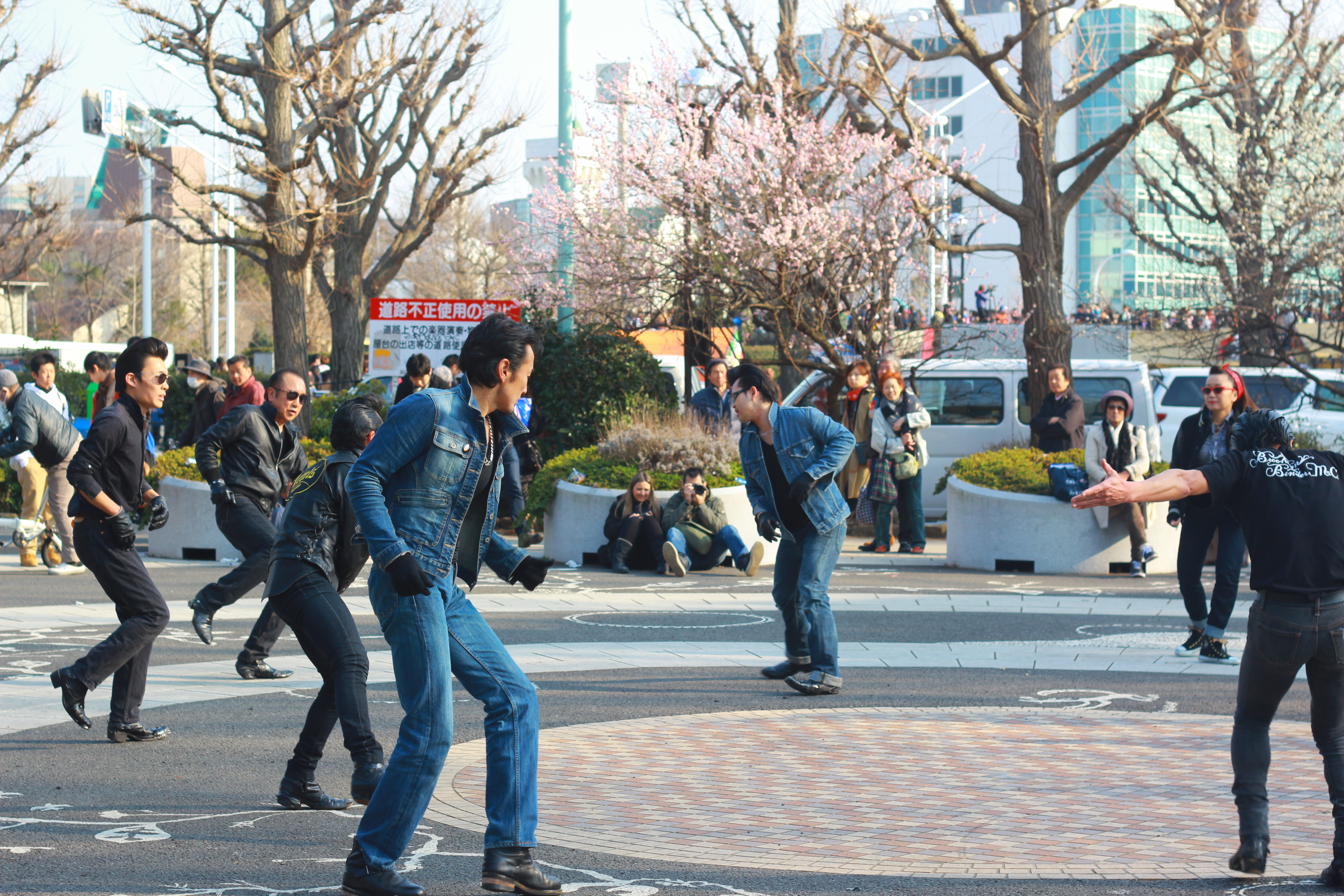
Famosas danças no Parque Yoyogi

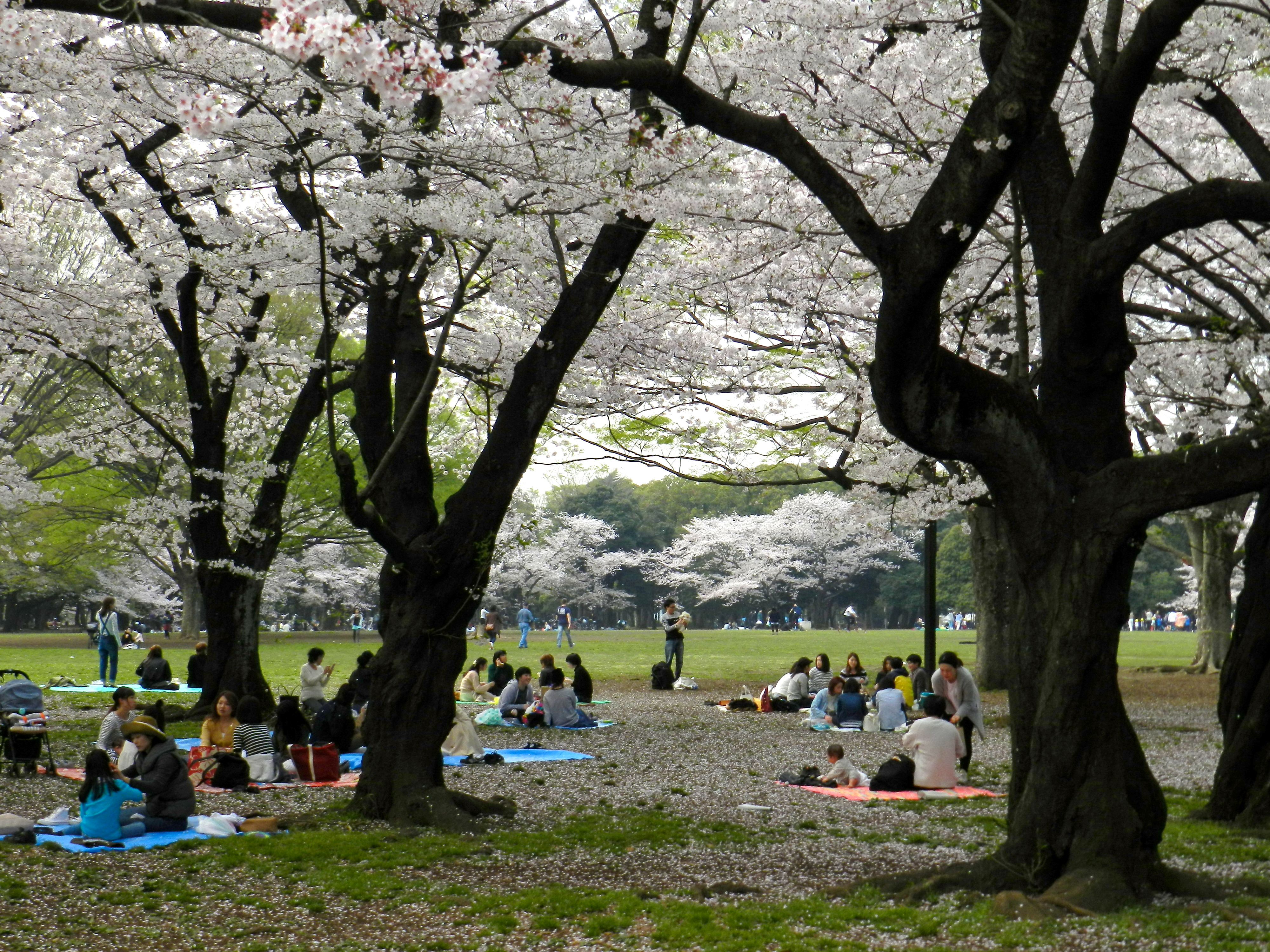
Hanami no Parque Yoyogi

O Parque Yoyogi situa-se onde o primeiro voo de avião no Japão foi realizado com sucesso pelo Capitão Yoshitoshi Tokugawa em 19 de dezembro de 1910. A área mais tarde tornou-se um campo de parada do exército. A partir de setembro de 1945, o local passou a o quartel militar conhecido como "Washington Heights" para os oficiais dos Estados Unidos durante a ocupação aliada do Japão.
Em 1964, a área abrigou a Vila Olímpica e o Yoyogi National Gymnasium, nos Jogos Olímpicos de Verão de 1964 . O edifício distintivo, projetado por Kenzo Tange, sediou as competições de natação e saltos ornamentais, com um anexo para o basquetebol.
Em 1967, a maior parte da área norte do complexo de ginásios e sul do Santuário Meiji foi transformada no Parque Yoyogi.
O parque permanece como um destino popular em Tóquio. Aos domingos, costuma ser especialmente cheio, sendo utilizado como um local de reunião para os fãs de rock. Na primavera, milhares de pessoas visitam o parque para aproveitar a florada das cerejeiras durante o hanami. O parque possui áreas de picnic, caminhos, aluguel de bicicletas e quadras de esporte públicas.
A proposta fracassada de Tóquio para sediar os Jogos Olímpicos de Verão de 2016 incluía um plano para reestruturar o Parque Yoyogi. Uma nova arena de vôlei seria construída a oeste do Ginásio Nacional de Yoyogi. Ela substituiria um campo de futebol e um campo de atletismo. Após os jogos olímpicos, a arena serviria como um espaço multiuso. Na proposta dos Jogos Olímpicos de Verão de 2020 de Tóquio, o Ginásio Nacional de Yoyogi seria utilizado para eventos de handball.